# Стойко Сакалиев (художник)
Стойко Сакалиев е български художник.

## Биография и творчество
Стойко Сакалиев е роден на 21 септември 1956 т. в град Бургас. Завършва през 1985 г. Национална художествена академия-София, специалност „плакат“ при професор Александър Поплилов.
Участва във всички национални изложби, биеналета и триеналета на приложната графика и сценичния плакат от 1985 г.
Международни изяви с политически, рекламен и театрален плакат има в Русия, Германия, Белгия, Франция, Полша, Словакия, Япония, Мексико, Финландия, САЩ и др.
Награден с плакет и приз на община Бургас и дружеството на художниците Бургас за цялостно творчество, високохудожествени произведения в областта на изобразителното изкуство и принос в културния живот на града.
От 1985 г. е в състава на Драматичен театър „Адриана Будевска“ като художник-плакатист оформител на рекламната продукция на театъра.

### Творчество в САЩ
От години представян от галерия „Пенг“ в град Филаделфия САЩ – като творец на абстрактна живопис. През 3.05.2007, в елитния университет ЮПен (UPenn) Пенсилвания
в университетската галерия на Кели Райтърс Хаус (Kelly Writers House), българският художник представя изложбата „Стойко Сакалиев: Сценични интерпретации, 1985 – 2005 г.".
Включва осемнайсет авторски плаката, които свидетелстват не само за таланта, чувството за хумор и интелектуалния усет на техния създател, но и за разнообразието на репертоара и високото ниво
на пиесите играни на българската сцена през последните двадесет години.
Изложбата, организирана от Питър Шуортц, куратор на Кели Райтърс Хаус, и Лиляна Милкова, докторант по история на изкуството в ЮПен, показва за пръв път в САЩ
български театрални плакати от периода преди, след и по време на демократичните промени в България. Специфичният и впечатляващ графичен почерк на Стойко Сакалиев,
широкият диапазон на тематики и постановки от драматурзи все по-рядко поставяни в САЩ(Тенеси Уилямс, Дарио Фо, Николай Гогол, Юджийн О’Нийл и т.н.),
както и репутацията на Кели Райтърс Хаус като елитна галерия и прочута литературно – културна институция привлекли десетки посетители на приема за откриването на изложбата.